# 湯桶読み

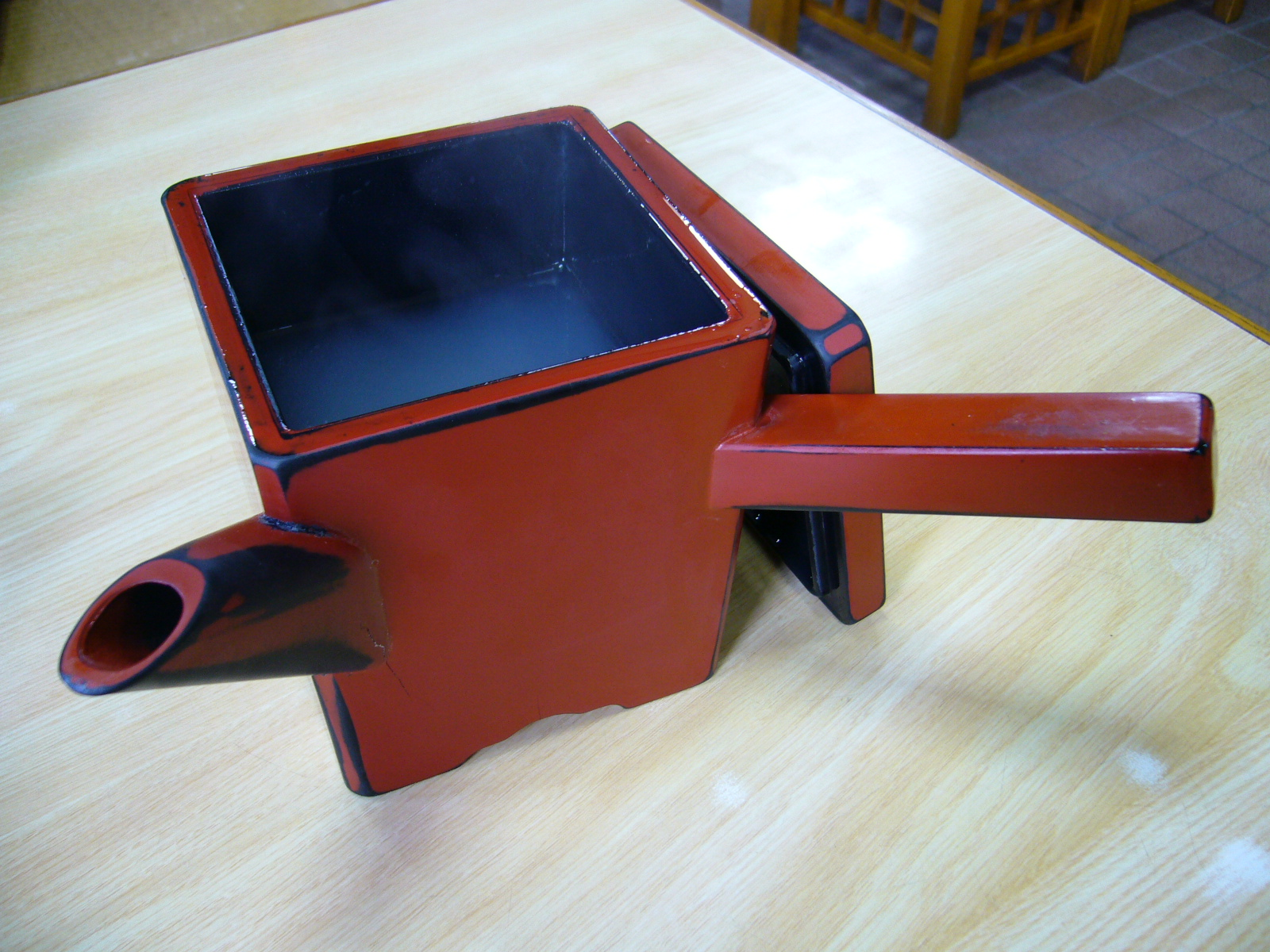
蕎麦湯の入った湯桶

湯桶読み（ゆとうよみ）は、日本語における熟語の変則的な読み方の一つ。漢字2字の熟語の　上の字を訓として、下の字を音として読む「湯桶」（ゆトウ）のような熟語の読みの総称である。広義では漢字二字のみに限らず前半を訓読みで後半を音読みで読むものをも言う。原則として規範的な読み方ではないとされるが、現代の日本語においては、漢語と和語が結合した混種語も日常語として深く浸透しており、慣用になっているものも少なくない。
これに対して、上の字が音読みで下の字が訓読みのものを重箱読みという。

## 概説
例えば、朝晩（あさバン）、雨具（あまグ）、などがある。意外なところでは豚肉（ぶたニク）、油絵（あぶらエ）などが挙げられる。これらの語は、純然たる漢語ではなく、和語と漢語との混種語なので、読み方もそうなるのは当然といえる。和語の部分を漢字で表記したにすぎない。
これまでに発見されている最古の湯桶読みは、『万葉集』から間接的に読み取ることができる「手師（てシ）」（習字の先生の意）だと言われている。
なお、湯桶とは、湯や酒を注ぐための容器のことである。現代日本では懐石料理と蕎麦屋くらいでしか使われないが、近代以前には一般的なものであった。

## 湯桶読みの例
該当項目内に関連記述があるものは、cf. にて特記する。
- 小兵（こヒョウ）
- 猿楽（さるガク）
- 白菊（しらギク）(wikt)
- 敷金（しきキン）
- 高台（たかダイ）
- 薪能（たきぎノウ）
- 血肉（ちニク）(wikt)
- 手数（てスウ）
- 手帳（てチョウ）
- 鶏肉（とりニク）(wikt)
- 豚肉（ぶたニク）(wikt)
- 太字（ふとジ）(wikt)、細字（ほそジ）
- 見本（みホン）(wikt)
- 目線（めセン）(wikt)

| 熟語   | 読み           | 備考                              |
| ------ | -------------- | --------------------------------- |
| 湯桶   | ゆトウ         | (wikt)                            |
| 朝晩   | あさバン       | (wikt)                            |
| 油絵   | あぶらエ       |                                   |
| 雨具   | あまグ         |                                   |
| 甘食   | あまショク     |                                   |
| 甘茶   | あまチャ       |                                   |
| 粗熱   | あらネツ       |                                   |
| 粗利   | あらリ         |                                   |
| 梅酒   | うめシュ       |                                   |
| 大仰   | おおギョウ     |                                   |
| 遅番   | おそバン       | [ 参考 1 ]                        |
| 親機   | おやキ         | [ 参考 2 ]                        |
| 親分   | おやブン       | [ 参考 3 ]                        |
| 影絵   | かげエ         |                                   |
| 株券   | かぶケン       | (wikt)                            |
| 雷竜   | かみなりリュウ | cf. アパトサウルス#異名、和名など |
| 切土   | きりド         | (wikt)                            |
| 子機   | こキ           | [ 参考 4 ]                        |
| 子分   | こブン         | [ 参考 5 ]                        |
| 指図   | さしズ         |                                   |
| 鈴蘭   | すずラン       | [ 参考 6 ]                        |
| 立役   | たちヤク       | [ 参考 7 ]                        |
| 立役   | たてヤク       | [ 参考 8 ]                        |
| 立役者 | たてヤクシャ   |                                   |
| 強気   | つよキ         | [ 参考 9 ]                        |
| 強吟   | つよギン       | [ 参考 10 ]                       |
| 永年   | ながネン       |                                   |
| 練製品 | ねりセイヒン   |                                   |
| 野宿   | のジュク       |                                   |
| 早番   | はやバン       | [ 参考 11 ]                       |
| 盛土   | もりド         | (wikt)                            |
| 結納   | ゆいノウ       |                                   |
| 夕刊   | ゆうカン       |                                   |
| 床本   | ゆかボン       | [ 参考 12 ]                       |
| 雪合戦 | ゆきガッセン   |                                   |
| 湯気   | ゆゲ           |                                   |
| 湯銭   | ゆセン         |                                   |
| 湯茶   | ゆチャ         |                                   |
| 弱気   | よわキ         | [ 参考 13 ]                       |
| 弱吟   | よわギン       | [ 参考 14 ]                       |
| 若気   | わかゲ         |                                   |
| 若衆   | わかシュ       | [ 参考 15 ]                       |
| 若僧   | わかゾウ       | [ 参考 16 ]                       |
| 若造   | わかゾウ       | [ 参考 17 ]                       |
| 若蔵   | わかゾウ       | [ 参考 18 ]                       |
| 業師   | わざシ         |                                   |
| 綿菓子 | わたガシ       |                                   |
| 綿帽子 | わたボウシ     |                                   |
| 割印   | わりイン       | [ 参考 19 ]                       |
| 割勘   | わりカン       | [ 参考 20 ]                       |
| 割注   | わりチュウ     |                                   |
| 悪気   | わるギ         |                                   |

また、本来は音読みをする単語であるが、同じ分野で用いる同音異義語や似た音の言葉が存在するため、あえて慣用で湯桶読みを行う事例もある。この事例は説明読みともいう。以下が代表例である。
- 買春（かいシュン）[4]……売春（バイシュン）
- 引数（ひきスウ）[5](wikt)……因数（インスウ）
- 市立（いちリツ）[6](wikt)、私立（わたくしリツ）[7](wikt)
- 化学（ばけガク）[8](wikt)……科学（カガク）
- 首長（くびチョウ）[9](wikt)……市長（シチョウ）、首相（シュショウ）[10][11]

以下は当て字であることがはっきりしているものや、漢字の選ばれ方に語義との脈絡が乏しく、当て字の性格が強いものの例。当て字の結果たまたま湯桶読みに見える形になったケースである。考察にあたって日本語の語生成を論じる必要がなく、単に「当て字の当て方」を論ずればこと足りるという点で、典型的な湯桶読みとは異質である。
- 宛字（あてジ）
- 合図（あいズ）(wikt)
- 思惑（おもワク）(wikt)
- 時計（とケイ）[12](wikt)

| 熟語 | 読み | 備考 |
| ---- | ---- | ---- |